# Montels (Ariège)
Montels ist eine französische Gemeinde mit 157 Einwohnern (Stand 1. Januar 2022) im Département Ariège in der Region Okzitanien. Sie gehört zum Kanton Couserans Est und zum Arrondissement Saint-Girons.
Nachbargemeinden sind La Bastide-de-Sérou im Nordwesten, Cadarcet im Osten und Alzen im Süden.

## Bevölkerungsentwicklung
| Jahr                       | 1962 | 1968 | 1975 | 1982 | 1990 | 1999 | 2008 | 2016 |
| -------------------------- | ---- | ---- | ---- | ---- | ---- | ---- | ---- | ---- |
| Einwohner                  | 145  | 143  | 110  | 118  | 126  | 124  | 154  | 159  |
| Quellen: Cassini und INSEE |      |      |      |      |      |      |      |      |